# 조반니 아르두이노

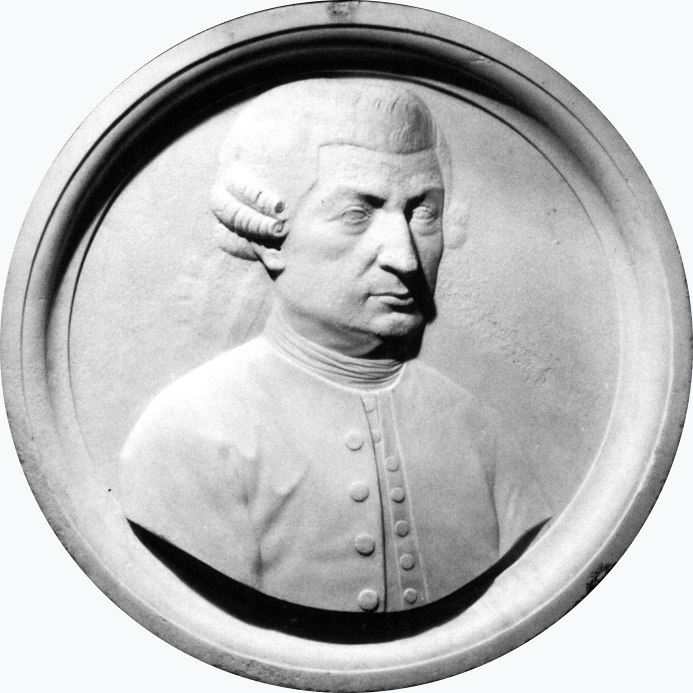

조반니 아르두이노(Giovanni Arduino, 1714년 10월 16일~1795년 3월 21일)은 이탈리아의 지질학자로 "이탈리아 지질학의 아버지"라 불린다.
아르두이노는 이탈리아 베네토주 카프리노 베로네세에서 태어났다. 북부 이탈리아에 관한 지질학적 연구를 바탕으로, 지질 시대를 처음으로 구분한 지질학자로 알려져 있다. 아르두이노는 지구의 역사를 제1기, 제2기, 제3기, 제4기의 네 시기로 분류하였다.